# Strategické žaloby proti účasti veřejnosti
Strategické žaloby proti účasti veřejnosti (anglicky strategic lawsuits against public participation, zkratka SLAPP nebo francouzsky poursuites-bâillons, v České republice známé jako „náhubkové“ či „roubíkové žaloby“) jsou právní manévr využívaný především vlivnými jednotlivci, politiky nebo korporacemi za účelem cenzury, zastrašování a umlčování kritiků. Cílem těchto žalobních útoků je zabránit zveřejnění informací, které rozkrývají skutečnou činnost žalujícího subjektu.

## Definice
Strategické žaloby proti účasti veřejnosti (SLAPP) jsou právní manévr, který má omezit veřejnou účast na debatách o veřejném zájmu tím, že zastrašuje a umlčuje kritiky. Tyto žaloby bývají formálně podávány za účelem zamezení pomluvy nebo za účelem ochrany dobrého jména. Obvykle jsou vedeny proti jednotlivcům nebo organizacím. Pokud samotná hrozba žaloby nestačí, jsou zahájena zdlouhavá soudní řízení, která zatěžují finanční a lidské zdroje žalovaného. Cílem autorů SLAPP žaloby je právě to – vyčerpat kapacity a zdroje žalovaného. Žalovaný musí své finanční a lidské zdroje použít na svou obranu a již nemá zdroje ani kapacitu na propagaci sociálně-ekonomické, environmentální věci, kterou hájil.
Charakteristickým rysem SLAPP žalob je nerovnováha sil mezi žalobcem, který je obvykle finančně silný nebo politicky vlivný, a žalovaným, který má omezené finanční zdroje. Často jsou těmito žalobami zasaženi novináři, aktivisté nebo neziskové organizace, ale mohou zasáhnouot i obránce lidských práv, výzkumné pracovníky, akademiky, nebo jakékoliv osoby, které se veřejně vyjadřují k otázkám veřejného zájmu.

## Dopady a cíle SLAPP
SLAPP mají za cíl zastrašit, umlčet kritiky a vyčerpat jejich finanční, psychické a časové zdroje prostřednictvím dlouhotrvajících právních řízení. Tento typ žaloby je charakteristický úmyslem vyčerpat žalované. Cílem je skrýt činy jako rabování, znečišťování, korupce, šíření konfliktů, organizovaný zločin, hospodářská kriminalita nebo podkopávání zdraví, bezpečnosti a suverenity státu.
Snaha znemožnit zveřejnění tohoto jednání je skryta pod zástěrkou údajné ochrany dobré pověsti žalobce, která trpí veřejnou kritikou nebo sdílením informací o daném tématu. Moc a finanční prostředky, které žalobci disponují, jim umožňují zneužít soudní systém ve svůj prospěch.

## Legislativní opatření
V reakci na rostoucí počet SLAPP žalob některé země a jurisdikce přijaly legislativní opatření k ochraně jednotlivců a organizací před nimi. V rámci EU členské státy dosáhly společného postoje k návrhu právního předpisu, který má za cíl chránit novináře a obránce lidských práv před těmito žalobami. V České republice zatím (červenec 2023) není přijata žádná zákonná norma, která těmto nekalým praktikám brání. Příkladem pro české zákonodárce by mohla být i Velká Británie, kde britští soudci získají pravomoci zamítnout tyranské žaloby proti SLAPP v rané fázi.
7. října 2021 se v Lucemburku konalo formální zasedání Rady pro spravedlnost a vnitřní věci (část spravedlnost), na kterém byla mimo jiné diskutována iniciativa Evropské komise na úpravu ochrany před tzv. SLAPP žalobami. V zastoupení České republiky, resp. ministryně spravedlnosti Marie Benešové se jednání zúčastnil náměstek pro řízení Sekce legislativní Ministerstva spravedlnosti Michal Franěk.

## Právní rámec pro ochranu před SLAPP žalobami
Existuje několik způsobů, jak se bránit proti SLAPP žalobám. Tyto metody mohou zahrnovat právní obranu, veřejnou podporu, využití médií a další platformy k podpoře svých práv na svobodu projevu. V České republice se někteří lidé, kteří se stali terčem podobných útoků, bránili právní cestou a navíc zveřejnili své vyjádření zaslané soudu, a důkazy o aktivitách osoby, která náhubkovou žalobu podala. Vše zpřístupnili za účelem informování veřejnosti a tím zvýšili povědomí o těchto nekalých praktikách.

## Příklady

### Veolia a Jean-Luc Touly
Z dokumentu Water Makes Money (Voda vydělává, aneb jak soukromé korporace bohatnou na vodě) vyplývá, že ve vodárenství se používají náhubkové žaloby proti kritikům nekalých a korupčních praktik. Jean-Luc Tuly v upoutávce na tento filmový dokument uvádí, že 30 let pracoval jako ředitel ve Veolii a pochopil, jak tato společnost vysává peněženky spotřebitelů. To pak popsal v knize L'eau des multinationales: Les vérités inavouables.
Soudní řízení společnosti Veolia proti francouzskému distribučnímu společníkovi La Mare aux Canards a bývalému zaměstnanci Veolie Jean-Lucu Toulymu proběhlo 14. února 2013. Soud ve třech bodech žaloby Veolie zamítl, v jedné ji dal za pravdu. Podle rozsudku výpovědi u soudu i ukázky z filmu obsahují dostatek faktů k tomu, aby byl pojem „korupce“ posouzen jako oprávněný a nikoli pomlouvačný. Fakta zmíněná ve filmu nejsou zpochybňována a mohou být i nadále označována jako „korupce“. Soud jako neprokazatelné posoudil prohlášení Jeana-Luca Toulyho, že mu byl nabídnut 1 milion eur a určil, že musí být z francouzské verze DVD odstraněno. Soud stanovil, že pan Touly za to musí Veolii uhradit škodu ve výši 1 €.